# Thomas et ses amis : Le Roi du chemin de fer
 (octobre 2023).
Si vous disposez d'ouvrages ou d'articles de référence ou si vous connaissez des sites web de qualité traitant du thème abordé ici, merci de compléter l'article en donnant les références utiles à sa vérifiabilité et en les liant à la section « Notes et références ».
Série Thomas et ses amis
Le mystère de la montagne bleue
(2012) La Route du courage
(2014)
Pour plus de détails, voir Fiche technique et Distribution.
Thomas et ses amis : Le Roi du chemin de fer (Thomas & Friends: King of the Railway) est un film britannique réalisé par Rob Silvestri, sorti en 2013. Il est issu de la franchise Thomas et ses amis.

## Synopsis
Un invité arrive à Chicalor avec une surprise et des tâches importantes pour Thomas, Percy et James. Les locomotives vont rencontrer de nouveaux amis et découvrir les légendes des héros d'autrefois. Leur courage sera mis à rude épreuve lorsque leur ami Stephen disparaîtra. Thomas le retrouvera-t-il à temps ? Les locomotives apprendront-elles la vérité sur le plus grand mystère de Chicalor ?

## Fiche technique
- Titre : Thomas et ses amis : Le Roi du chemin de fer
- Titre original : Thomas & Friends: King of the Railway
- Réalisation : Rob Silvestri
- Scénario : Andrew Brenner d'après la série télévisée Thomas et ses amis basée sur les livres de Wilbert Vere Awdry
- Musique : Robert Hartshorne, Peter Hartshorne
- Production : Brian Lynch, Ian McCue, Halim Jabbour
- Société de production : HIT Entertainment, Arc Productions
- Société de distribution : Lionsgate
- Pays :  Royaume-Uni
- Genre : Animation, Fantasy, Aventure, Comédie
- Durée : 62 minutes
- Dates de sortie : 
  -  Royaume-Uni : 23 août 2013
  -  Canada : 17 septembre 2013

## Distribution
- Martin Sherman : Thomas, Percy, et Diesel
- William Hope : Edward and Toby
- Kerry Shale : James, Gordon, Henry, Kevin et Sir Topham Hatt
- Jules de Jongh : Emily
- Mike Grady : Sir Robert Norramby
- Teresa Gallgher : Annie and Clarbel et Belle
- Steve Kynman : Paxton
- Glenn Wrage : Spencer et Cranky
- Michael Legge : Luke
- Jonathan Forbes : Connor
- Rebecca O'Mara : Caitlin
- Bob Golding : Stephen
- Miranda Raison : Millie
- Keith Wickham : Skarloey
- Ben Small : Rheneas
- Mark Moraghan : Narrator
- David Menkin : Jack